# Liste von Lesebühnen
Diese Liste gibt eine Übersicht über Lesebühnen in Deutschland und Österreich.

## Deutschland
| Zeitraum                       | Lesebühne                                                        | Ort                      | (Gründungs-)Mitglieder | Anmerkungen |  |
| ------------------------------ | ---------------------------------------------------------------- | ------------------------ | --- | --- |  |
| 1987–1988                      | Lesebühne Erich Weinert                                          | Magdeburg                | Jörg Mantzsch, Renate Müller | nach wenigen Auftritten mit anschließender Diskussion, was unter Jugendlichen großen Zuspruch fand, staatlicherseits abgesetzt |  |
| Mai 1989–April 1991            | Höhnende Wochenschau                                             | Berlin-Kreuzberg         | Klaus Nothnagel, Wiglaf Droste, Cluse Krings, Michael Stein, Dr. Seltsam | |  |
| 1989–1990                      | Mittwochsfazit                                                   | Berlin-Dahlem            | Horst Evers, Hans Duschke, Andreas Scheffler, Hinark Husen, Bov Bjerg | erste Auftritte im Herbst an der Freien Universität Berlin |  |
| 29. August 1990 –Oktober 2004  | Dr. Seltsams Frühschoppen (danach: Der Frühschoppen)             | Berlin-Mitte             | Hinark Husen, Bov Bjerg, Dr. Seltsam, Hans Duschke, Horst Evers, Andreas Scheffler | erste Auftritte im Café VEB 7 |  |
| 1992–2000                      | Dobermann Rallye                                                 | Berlin                   | Martin Bartholmy, Yvonne Caldenberg, Hendrik Fokken, Andreas Hofbauer, Nadine Hundertmarck, Jean Moffette | erste Auftritte im Arcanoa |  |
| 1993–1994                      | Die weißen Federn der Zeit                                       | München                  | Michael Sailer, Tibor Fredmann & DJ Niko | Café Glockenspiel |  |
| seit 1. Januar 1995            | Reformbühne Heim & Welt                                          | Berlin-Mitte             | Bov Bjerg, Hans Duschke | erste Auftritte im Schokoladen |  |
| 1996–1997                      | Auf hoher See                                                    | Berlin-Mitte             | Falko Hennig, Ahne | erste Auftritte im Bergwerk; Ursprung der Surfpoeten und Radio Hochsee |  |
| 1. Mai 1996 – 12. Oktober 2008 | Mittwochsfazit                                                   | Berlin-Mitte             | Bov Bjerg, Horst Evers, Manfred Maurenbrecher | erste Auftritte im Schlot; Neugründung |  |
| 4. Juli 1996                   | LSD – Liebe statt Drogen                                         | Berlin-Mitte             | Tube (Tobias Herre), Andreas „Spider“ Krenzke, Uli Hannemann, Ivo Smolak, Eva Mirasol ehemalige Mitglieder: Uwe Beneke, Sabine Mylius, Andre Lange, Klaus Schwarz, Gunar Klemm, Volker Strübing, Micha Ebeling | erste Auftritte im Zosch; Gründungsname war Ein Keller Buntes |  |
| 1997–2019                      | Die Surfpoeten                                                   | Berlin-Mitte             | Mitglieder: Burkhard Bering, Konrad Endler, Ruth Herzberg, Isa Ledermann, Jacinta Nandi, Tube (Tobias Herre), Joe Carrera, Falk'n'Roll ehemalige Mitglieder: Ahne, Spider (Andreas Krenzke), Robert Weber, Michael Stein, Lt. Surf, Hans Duschke, Lea Streisand, Clint Lukas, Felix Jentsch, Meikel Neid                                                                                               | erste Auftritte im Frühling im Bergwerk; |  |
| August 1998 – September 2005   | Erotisches zur Nacht                                             | Berlin-Prenzlauer Berg   | Krischan von Schoeninger, Stephan Schlage | erste Auftritte im Café An einem Sonntag im August |  |
| November 1998 – 31. Juli 2005  | O-Ton-Ute                                                        | Berlin-Mitte             | Jan Kettner, Elis, Robert Rescue, Wello Rausch | erste Auftritte in der Schliemannstraße 40 und Bandito Rosso |  |
| 26. Oktober 1999 – 2015        | Chaussee der Enthusiasten                                        | Berlin-Friedrichshain    | Gründungsmitglieder: Dan Richter, Jochen Schmidt, Andreas Rüttenauer, Andreas Gläser, Robert Naumann; Später: Jochen Schmidt, Stephan Serin, Andreas Kampa, Volker Strübing, Kirsten Fuchs | erste Auftritte in „die tagung“; zuletzt im Frannz Club |  |
| 1. Mai 2000                    | Lokalrunde                                                       | Berlin-Mitte             | Gunar Klemm, Sascha, Ivo, Michael Ebeling (michaEbeling), Mike | |  |
| 9. September 2000              | Kantinenlesen                                                    | Berlin-Prenzlauer Berg   | Dan Richter, Volker Strübing | Alte Kantine; Gipfeltreffen der Berliner Lesebühnen |  |
| 2000                           | speak&spin                                                       | München                  | Ko Bylanzky, Daniel Jaakov Kühn, Kerstin Pistorius, Celine Genschke, Ilona Kühn, Oliver Brauer, Michael Wopperer | Cafe Gap; Podium für junge Literatur, Literaturnetzwerk |  |
| November 2001                  | Literatur um acht                                                | Köln                     | Gerd Buurmann, Viktoria Burkert und Georg Lota Ponitka | im Café Duddel, seit Nov 2008 Organisation durch ein AutorenInnenkollektiv |  |
| 2001–2006                      | visch & ferse                                                    | Berlin                   | Timo Berger, Tilman Rammstedt, Nikola Richter, Florian Werner, Bruno Franceschini | späteres Mitglied Monika Rinck |  |
| Dezember 2001 – Dezember 2008  | Marabühne                                                        | Berlin-Kreuzberg         | Gründungsmitglied: Babbra, Thilo Bock; zuletzt mit: Babbra, Frank Sorge, Thilo Bock, Kirsten Fuchs, Tobias Wallat, Andreas Kampa | |  |
| seit 2001                      | Lesebühne get shorties                                           | Stuttgart und Umgebung   | Ingo Klopfer, Marcus Sauermann, Volker Schwarz, Rainer Bauck, Dorothea Böhme, Carolin M. Hafen, Regine Bott | ca. 30 Auftritte im Jahr auf Bühnen in Süddeutschland. Homepage: get shorties |  |
| Juni 2002                      | Die Lesebühne Ihres Vertrauens                                   | Frankfurt am Main        | Gründungsmitglied: Tilman Birr, aktuelle Mitglieder: Tilman Birr, Severin Groebner, Elis C. Bihn | |  |
| 20. März 2003                  | Die Brauseboys                                                   | Berlin-Wedding           | Gründungsmitglieder: Nils Heinrich, Robert Rescue, Frank Sorge, Volker Surmann, Heiko Werning; aktuelle Mitglieder: Nils Heinrich, Robert Rescue, Frank Sorge, Volker Surmann, Heiko Werning, Thilo Bock | Nils Heinrich hat von September 2006 bis April 2019 pausiert; Hinark Husen, Mitglied bis November 2013 – nun korrespondierendes Mitglied Paul Bokowski, Mitglied von 2009 bis 2016 |  |
| November 2003                  | Die Lautmaler                                                    | Berlin                   | Sebastian Himstedt, Hannes Köhler, Hendrik Peeters | |  |
| 2003–2005                      | Sinn und Voll                                                    | Berlin                   | leovinus, Ilja Hübner, Max van der Oos, Lea Streisand, Julia Christ | |  |
| Januar 2004 – Juni 2009        | Bumsdorfer Gerüchteküche                                         | Braunschweig             | Axel Klingenberg, Marco Nolte, Adolf Mobmann | |  |
| seit April 2004                | PROSANOVA                                                        | Rostock                  | Verschiedene Gäste nahmen im Laufe der Jahre teil, u. a.: Klavki, Philipp Bobrowski, Fabian Lambeck, Ronald Richardt, Jens Lippert, Bas Böttcher, Robér Storch, Nils Heinrich, Simone Maresch, Marcel Hintze, Leander Sukov, Stefan Jahrmärker, Henrik Lauber, Katharina Lehrke, Volker Altwasser, Martin Stegner, Sven Lübbe, Arne Hirsemann, Toby Tigerfoot, Peter Thiers, Carlo Ihde, Tobias Wolff. | Momentan ein Mal im Jahr (meist im Juni) |  |
| Juni 2004                      | Vision & Wahn                                                    | Berlin-Prenzlauer Berg   | Thomas Manegold, Marion Alexa Müller, Robert Rescue (seit 2012), Bent-Erik Scholz (seit 2022), Tom Nils (seit 2022) | mit Gästen, jeden ersten Montag des Monats - Homepage: http://www.visionundwahn.de |  |
| Oktober 2004                   | Westend ist Kiez                                                 | München                  | Friederike Trudzinski, Felix Bonke, Volker Keidel und Sacha Storz | |  |
| November 2004                  | Der Frühschoppen                                                 | Berlin-Mitte             | Horst Evers, Hinark Husen, Susanne M. Riedel, Andreas Scheffler, Jürgen Witte | Neugründung des Frühschoppens ohne Dr. Seltsam. Sarah Schmidt war von 1996 bis 2016 Mitglied, Gründungsmitglied Hans Duschke bis 2021 |  |
| 23. Dezember 2004 – März 2007  | Die Papierpiloten                                                | Potsdam                  | Gründungsmitglieder: Konrad Endler, Mira Jones; zuletzt mit: Marc-Uwe Kling, Konrad Endler, Mira Jones | erster Auftritt im Waschsalon |  |
| seit 2005                      | Stirnhinterzimmer                                                | Berlin                   | Christian von Aster, Boris Koch, Markolf Hoffmann | einmal im Monat in der Z-Bar Phantastik in all ihren Spielarten mit den Autoren und weiteren Gästen |  |
| 2006 bis 2010                  | Sitzen 73                                                        | Bielefeld                | Volker Backes, Sacha Brohm, Stefanie Schröder Gäste: Ralph Ruthe, Andreas Liebold | Café Schlösschen, Theater am Alten Markt, regelmäßige Weihnachtslesung am 23.12. im Bielefelder Lichtwerk |  |
| Januar 2005                    | sax royal                                                        | Dresden                  | Gründungsmitglieder: Stefan Seyfarth, Roman Israel, Michael Bittner, Max Rademann aktuelle Mitglieder: Roman Israel, Michael Bittner, Max Rademann | Ehemalige Mitglieder: Julius Fischer |  |
| März 2005 – Februar 2011       | Lesebühne am Brüsseler Platz                                     | Köln                     | Adrian Kasnitz, Enno Stahl, Achim Wagner | |  |
| April 2005                     | Wortpalast                                                       | Bielefeld                | Mischael-Sarim Verollet, Micha-El Goehre, Markus Freise, Eric Pfennig | Hammer Mühle |  |
| Juni 2005                      | LÄNGS                                                            | Hamburg                  | Jörg Schwedler, Liefka Würdemann, Thomas Nast | |  |
| 2005–2012                      | Samstagsshow                                                     | Berlin-Mitte             | Ivo Lotion, Robert Rescue, Lea Streisand, Tilman Birr | Auftrittsort: Z-Bar, bis Dezember 2007 als Sonntagsshow |  |
| 2005                           | Lesedüne                                                         | Berlin-Kreuzberg         | Gründungsmitglieder: Marc-Uwe Kling, Sebastian Lehmann, Maik Martschinkowsky, Kolja Reichert (bis 2010) Aktive Mitglieder: Marc-Uwe Kling, Sebastian Lehmann, Maik Martschinkowsky, Julius Fischer (seit 2011) | Auftrittsort: früher Kiki Blofeld, Edelweiss, Monarch und Südblock, heute SO36 |  |
| Januar 2006 – Mai 2009         | berlinerWald                                                     | Berlin-Kreuzberg         | Gründungsmitglieder: Yaneq, Wolf Hogekamp, Bas Böttcher, Felix Römer, Gauner, Frank Klötgen Zuletzt mit: Yaneq, Wolf Hogekamp, Bas Böttcher, Gauner, Frank Klötgen, Claudius Hagemeister (für Felix Römer), Andreas Gläser | Auftrittsort: Festsaal Kreuzberg; seit 2009: Oberbaum Eck. |  |
| Februar 2005–2010              | OrAL (Organisation für Angewandte Literatur)                     | Hannover                 | Gründungsmitglieder: Peter Düker, Canelle, Kersten Flenter, Nico Walser, Thommi Baake, Wolfgang Grieger, Mirco Buchwitz Zuletzt mit: Peter Düker, Canelle, Kersten Flenter, Katja Merx (für Nico), Thommi Baake, Wolfgang Grieger, Mirco Buchwitz | |  |
| seit 2006                      | Late-Night-Lesen                                                 | Marburg                  | Gründungsmitglieder: Lars Ruppel, Alice Kerpen, Christoph Kirschenmann, Peter Janicki, Marvin Ruppert, Bo Wimmer; aktuelle Mitglieder: Lars Ruppel, Alice Kerpen, Christoph Kirschenmann, Peter Janicki, Marvin Ruppert, Bo Wimmer, Theresa Hahl, Bleu Broode | Auftrittsort: Cavete Marburg, erster Mittwoch im Monat |  |
| 2006–2011                      | Schmalz und Marmelade                                            | Schwerin                 | Gründungsmitglieder: Julia Gräfner, Thomas Naedler, Oliver Hübner, Jan Tißler; zuletzt mit: Julia Gräfner, Thomas Naedler, Oliver Hübner, Jan Tißler, Nadine Bähring, Andersen Storm | Auftrittsort: bis Juni 2007 Der Speicher, danach Der Freischütz |  |
| März 2007                      | Schwabinger Schaumschläger                                       | München-Schwabing        | Jaromir Konecny, Moses Wolff, Michael Sailer | Auftrittsort: Vereinsheim. Jaromir Konecny stieg im Oktober 2010 aus. |  |
| April 2007–2009                | Zuckerwort und Peitsche                                          | Hannover                 | Maya Birken, Christina Haubold, Katja Merx, Silvana Klein | Auftrittsort: Kulturpalast (Linden); später zu dritt (ohne Silvana) |  |
| Mai 2007                       | Lesebühne Die2+                                                  | Münster                  | Micha-El Goehre, Andreas Weber | Auftrittsort: Cuba Nova (Münster) |  |
| Mai 2007                       | Überholspurpiraten                                               | Hannover                 | Henning Chadde, Christian F. Sölter; seit Okt. 2010 zu dritt (mit Jan Egge Sedelies) | |  |
| Juni 2007                      | Texte im Untergrund                                              | Potsdam                  | Konrad Endler, Mira Jones, Jobst | Auftrittsort: NIL-Klub (monatlich), je Quartal im KuZe-Potsdam als Textvarieté Krteček, gelegentlich im IQ in Brandenburg a. d. Havel als Tiefgang im Keller |  |
| September 2007                 | nachtbarden                                                      | Hannover                 | Tobias Kunze, Christoph Eyring, Johannes Weigel, Peter Märtens, Isabelle Hannemann (ab Okt. 2007 Aniko Kövesdi) | Erster Auftrittsort: ApolloKonzept, später im GiG, seit Mai 2009 im TAK; aktuelle Mitglieder: Ruby S. Zeugs, Kersten Flenter, Tobias Kunze, Johannes Weigel |  |
| Oktober 2007                   | 7 PS – Eurythmie und Marschmusik                                 | Stuttgart                | Nils Heinrich, Philipp Scharrenberg, Nikita Gorbunov, Christof Knüsel, Harry Kienzler, Jan Siegert, Thomas Geyer | erster Auftrittsort: Schlesinger Int., seit 2010: Landespavillon Stuttgart |  |
| November 2007 – 2018           | Lesershow Wedding                                                | Berlin                   | Thilo Bock, Martin Goldenbaum, Robert Rescue, Frank Sorge | März 2006 bis November 2007 Lesershow Torstraße mit Udo Tiffert, Stephan Steckling |  |
| 2008                           | Rakete 2000                                                      | Berlin-Neukölln          | Gründungsmitglieder: Lea Streisand, Mareike Barmeier, Anna Czypionka, Sven van Thom; aktuelle Mitglieder: Lea Streisand, Mareike Barmeier, Eva Mirasol, Jacinta Nandi, Insa Sanders (Kohler) | Auftrittsort: Ä, seit 2011 mit Jacinta Nandi |  |
| April 2008                     | Lesebühne Schkeuditzer Kreuz                                     | Leipzig                  | Gründungsmitglieder: André Herrmann, Julius Fischer, Kurt Mondaugen, Hauke von Grimm, Michael Schweßinger, André Kudernatsch, Christoph Graebel aktuelle Mitglieder: Julius Fischer, Franziska Wilhelm, Hauke von Grimm, Kurt Mondaugen, Marsha Richarz | Auftrittsort: Werk 2 (monatlich). Ehemalige Mitglieder: Jana Klar |  |
| Juni 2008                      | Lesebühne WortReich                                              | Wismar                   | Gründungsmitglieder: Vera Doneck, Birgit H. Hölscher-Lohmeyer, Steffen Czech, Hartmut Lüke; aktuelle Mitglieder: Vera Doneck, Birgit H. Hölscher-Lohmeyer, Steffen Czech, Hartmut Lüke, Barbara Nieszery, Jörn Zacharias, Dirk Harms | Auftrittsort: Café „Alte Löwenapotheke“ (monatlich). |  |
| Oktober 2008                   | Lauschgift                                                       | Berlin (Pankow)          | Gründungsmitglieder: Stephan Heiden, Sebastian Jähne, Luisa Rund, Christina Schneider, Lydia Dimitrow; aktuelle Mitglieder: Stephan Heiden, Yulia Marfutova, Jakob Straub, Alexander Vowinkel, Lydia Dimitrow | Auftrittsort: Kurt Lade Klub (zwei-monatlich). |  |
| November 2008                  | Die Brutusmörder                                                 | Berlin                   | Gründungsmitglieder: Saskia Jaja, Bäumchen, Georg Weisfeld, Michael-André Werner; aktuelle Mitglieder: Saskia Jaja, Bäumchen, Georg Weisfeld, Michael-André Werner, Johanna von Stülpnagel (seit 2010), Agnieszka Debska (seit 2010) | Bäumchen: 2010 ausgetreten Auftrittsort: Galerie ORi (monatlich). |  |
| März 2009                      | Vollversammlung                                                  | Heidelberg               | Karsten „Grohacke“ Hohage, Nektarios Vlachopoulos, Daniel Wagner, Leander Steinkopf | Auftrittsort: Karl (alle zwei Monate) |  |
| März 2009                      | Lesebühne Cottbus                                                | Cottbus                  | Andreas Vent-Schmidt, Matthias Heine, Udo Tiffert, Peter Blochwitz | Auftrittsort: La Casa (monatlich) |  |
| Juni 2009                      | Lesebühne tEXTRAbatt                                             | Stralsund                | Odile Endres, Silke Peters, Irmgard Senf | Auftrittsort: Speicher am Katharinenberg (monatlich) |  |
| Juni 2009                      | Randale und Liebe                                                | Hamburg                  | Johanna Wack, Bente Varlemann, Kathrin Weßling, David Friedrich, Moritz Neumeier (seit April 2012) | frühere Mitglieder: Vincent Welt, Nico Semsrott; Auftrittsort: Kantine Deutsches Schauspielhaus (monatlich) |  |
| Oktober 2009                   | Bumsdorfer Auslese                                               | Braunschweig             | Axel Klingenberg, Till Burgwächter, Marcel Pollex, Daniel Terek, Wiebke Saathoff, Holger Reichard, Marc D. aus W., Ben Büttner | |  |
| seit Dezember 2009             | Die Konsonauten – erste Laute im All                             | Bielefeld                | Barbara Rademacher, Rouven Ridder, André Lampe | Auftrittsort: Schäfer’s Café in der Kunsthalle |  |
| seit Februar 2010              | HAUSlese (Rostocks meiste Bühne für Leser und Singer-Songwriter) | Rostock                  | Moderation: Tobias Wolff, Jens Lippert. Regelmäßige Gäste u. a.: Ronald Richardt, Carlo Ihde, Martin Graupner, Björn Krause, Joochen Stürmer, Florian Schöne, Jan Delph, Robert Giessmann | Auftrittsort: Das Haus (bis Dezember 2011), seitdem Bunker Rostock o.a. |  |
| seit Juli 2010                 | Couchpoetos                                                      | Berlin                   | Mit Sarah Bosetti, Karsten Lampe, Daniel Hoth, Jan von Im Ich, Aidin Halimi und Ingo Starr | Auftrittsort: Lovelite - Homepage: couchpoetos.de |  |
| seit August 2010               | Konzept*Feuerpudel                                               | Berlin                   | Mit Alexander Lehnert, weitere Gründungsmitglieder: Josefine Marwehe und Angie Volk | Auftrittsort: wechselnd - Homepage: |  |
| seit September 2010            | Straßenmädchen (blaues Herz)                                     | Berlin                   | Christiane Reichart, Karen Matting, AnnA heiterbiswolkig, ehemals: Sascha Mersch | Auftrittsort: unterschiedliche Bühnen in verschiedenen Berliner Bezirken |  |
| seit Oktober 2010              | Irgendwas mit Möwen (Ex-Lesus Christus)                          | Kiel                     | Björn Högsdal, Mona Harry, Stefan Schwarck, Michel Kühn, Florian Hacke, Björn Katzur, Selina Seemann und Jann Wattjes. Als DJ ist Helge Werling dabei. | Auftrittsort: Früher in der Pumpe/Kiel, seit 2019 im KulturForum Kiel (monatlich).Frühere Mitglieder: Jasper Diedrichsen, Moritz Neumeier, Rasmus Blohm, Bente Varlemann, Quinn Christiansen, Helge Albrecht, Victoria Helene Bergemann, Torsten Wolff und Marque-Régnier Hübscher (ab 2016 unter „Irgendwas mit Möwen“) - Homepage: irgendwasmitmoewen.de |  |
| seit Januar 2011               | PotShow                                                          | Potsdam                  | Sebastian Lehmann, Maik Martschinkowsky, Marc-Uwe Kling | Auftrittsort: Spartacus im Freiland monatlich, hervorgegangen aus dem PotSlam |  |
| seit Februar 2011              | Dichtungsring – die Lyrik-Lesebühne im Laika                     | Berlin                   | Arno Wilhelm, Matthias Niklas, Hans Sølo | Auftrittsort: Laika. (alle zwei Monate) |  |
| seit Februar 2011              | Reality is for Pussies                                           | Berlin (Prenzlauer Berg) | Rapanthé Wolny, Marian Malinowski alias „Mar Scurra“ (ehem. jmcicero), Sarah Schäfer, Nessayus, Tina, Maximilian Gottehrer | Auftrittsort: Baiz (monatlich) - Homepage: realityisforpussies.tumblr.com |  |
| seit April 2011                | Literaturclub Düsseldorf (LCD)                                   | Düsseldorf               | Swantje Lichtenstein, Peggy Neidel, Jens Prüss, Enno Stahl, A. J. Weigoni | Auftrittsort: Salon des Amateurs (monatlich) |  |
| seit April 2011                | Spree vom Weizen                                                 | Berlin                   | Julian Heun, Ken Yamamoto, Wolf Hogekamp, Frank Klötgen, Till Reiners | Auftrittsort: Ritter Butzke (monatlich) |  |
| September 2011 - Juli 2013     | Zwei Ossis und ihr Johannes                                      | Krefeld & Essen          | Johannes Floehr, Ilja Budnizkij, Sushi da Slamfish | Auftrittsort: Jules Papp/Krefeld & KKC/Essen. (monatlich) |  |
| September 2011 – Februar 2015  | Read on my dear                                                  | Berlin                   | Frédéric Valin, Jan-Uwe Fitz, Enno Park | Auftrittsort: Yuma-Bar, Z-Bar |  |
| Mai 2012                       | Die Reisweinbar – Easy Lesening                                  | Berlin-Wedding           | Thomas Korn, Blanko Fiktschen | Auftrittsort: jeden ersten Donnerstag im Monat im Humboldthain Club, Hochstrasse 46, 13357 Berlin - Homepage: http://diereisweinbar.wordpress.com/ |  |
| 2012–2015                      | Ministerium für Satz, Bau und Zeichen (MfSBZ)                    | Schwerin                 | Michaela Skott, Wera Dan, Oliver Hübner (bis Mitte 2013), Andersen Storm, Carlo Ihde (ab Mitte 2013), regelmäßiger Gast: Thomas Jäkel | Auftrittsort: Werk 3, Spielstätte des Theaters Schwerin |  |
| seit Oktober 2012              | OWUL (Ohne Wenn und Laber)                                       | Berlin Mitte             | Thomas Manegold, Matthias Niklas (ab 2013), Marien Loha (ab 2013), (Daniel Morgenroth, Dirk Bernemann bis Mitte 2013) | Jeden ersten Donnerstag in der Z-Bar Berlin - Homepage: http://owul.wordpress.com |  |
| seit Juni 2013                 | Lesebühne Kreis mit Berg                                         | Halle (Saale)            | Christian Kreis, Peter Berg, Andreas Mikolajczyk | Erster Auftrittsort: Mojo-Bluesbar, seit September 2014 im Palais S bei den „Kiebitzensteinern“ (monatlich) - Homepage: http://www.banjolyrikundgeschichten.de |  |
| seit Februar 2014              | Die Satzinsel                                                    | Halle (Saale)            | Marcus Klugmann, Sebastian Pietzonka, Josephine von Blueten Staub, Markus Glass, Julien Opitz, Vincent Streichhahn | Auftrittsort: Plan 3 / LaBim, Halle (zweimonatlich) - Homepage: http://halternativ.blogspot.de/p/lesebuhne-die-satzinsel.html |  |
| seit März 2014                 | Fuchs und Söhne                                                  | Berlin-Moabit            | Paul Bokowski, Kirsten Fuchs, André Herrmann, Sebastian Lehmann | Auftrittsort: Gemeindesaal Moabit, monatlich |  |
| seit Juli 2014                 | Read Your Mind – Die Lesebühne                                   | Berlin                   | Maximilian Gottehrer und Minerva Vega | monatlich im Drugstore, Potsdamer Str. 180, 10827 Berlin-Schöneberg |  |
| seit Oktober 2013              | Das Lesen der Anderen                                            | Nürnberg & Fürth         | Michael Jakob, Thomas Schmidt, Gymmick und Peter Parkster | monatlich (Sommerpause von Mai bis August); Spielorte sind die Kofferfabrik (Fürth) und das Zentralcafé des K4 (bis Herbst 2014: die Lounge Bar des Cinecittà Nürnberg) |  |
| seit Januar 2015               | Unendlich viele Affen                                            | Bochum                   | Sebastian 23, Jason Bartsch, Theresa Hahl, Jan Philipp Zymny | einmal im Monat in Bochum |  |
| seit Februar 2016              | Zentralkomitee Deluxe                                            | Berlin                   | Tilman Birr, Michael Bittner, Piet Weber, Christian Ritter, Noah Klaus | Auftrittsort: Baumhaus Bar (monatlich) - Homepage: zkdeluxe.de |  |
| 2017–2019                      | 4writer                                                          | Unna                     | Oliver Hübner, Mareike Kohlstrung, Sabine Miermeister, Daniel Schinzig | Auftrittsort: Jugendkunstschule Unna |  |
| seit März 2017                 | Schall und Raucher*innen                                         | Essen (Ruhr)             | Aylin Celik, Malte Küppers, Miedya Mahmod, Sven Hensel, Kim Catrin | monatlich im Café LIVRES |  |
| seit März 2017                 | Das Baby ist optional                                            | Oberhausen               | Jason Bartsch, Johannes Floehr, Henrike Klehr, Yannick Steinkellner | fand zwei Mal statt |  |
| seit September 2017            | Bahnhofsansage                                                   | Wörrstadt                | Uwe Jung, Frank Erz, Lara Jung | Alle drei Monate Auftrittsort: Stellwerk Wörrstadt Homepage: Bahnhofsansage.de |  |
| seit 2023                      | 3 auf A4                                                         | Schwerin                 | Gründungsmitglieder: Oliver Hübner, Carlo Ihde, Andersen Storm Aktuelle Mitglieder: Oliver Hübner, Carlo Ihde, Thomas Naedler, Andersen Storm, Michaela Skott | Verschiedene Auftrittsorte in Schwerin Homepage: 3 auf A4 |  |

## Österreich
| Zeitraum                 | Lesebühne                  | Ort       | Gründungsmitglieder                                                                             | Anmerkungen                                                                 |
| ------------------------ | -------------------------- | --------- | ----------------------------------------------------------------------------------------------- | --------------------------------------------------------------------------- |
| 2007–2016                | DOGMA. CHRONIK. ARSCHTRITT | Wien      | Mieze Medusa, Nadja Bucher, Markus Köhle                                                        | Auftrittsort: Badeschiff                                                    |
| seit 2010                | noch dichter               | Wien      | Andi Pianka, Andreas Plammer, Florian Purkarthofer, Rentsnik, Eva Vasari                        | Auftrittsort: Café Anno                                                     |
| seit Oktober 2009        | Original Linzer Worte      | Linz      | Klaus Buttinger, Dominika Meindl, René Monet, Anna Weidenholzer                                 | Auftrittsort: Grandhotel zum Rothen Krebsen, Salonschiff Florentine         |
| Oktober 2007 – Juni 2015 | T.o.R. – Text ohne Reiter  | Innsbruck | Stefan Abermann, Martin Fritz, Markus Kozuh, Robert Prosser                                     | Auftrittsort: Moustache                                                     |
| seit Juni 2018           | FHK5K                      | Innsbruck | Katrin ohne H, Ramona Pohn, Rebecca Heinrich, Käthl und Martin Fritz                            | Auftrittsort: John Montagu                                                  |
| seit 2016                | Sinn und Seife             | Wien      | Yasmo, Mieze Medusa, Markus Köhle, Christopher Hütmannsberger, Jonas Scheiner und Henrik Szántó | Auftrittsort: Café 7Stern                                                   |
| seit August 2019         | wir machen halt lyrik      | Innsbruck | Rebecca Heinrich und Siljarosa Schletterer                                                      | Auftrittsort: wechselnd, u. a. Faktorei Innsbruck, Wagner'sche Buchhandlung |